# Julija Sanina
Julija Oleksandrivna Bebko (rojena Golovan; ukrajinsko Юлія Олександрівна Бебко (Головань)), znana kot Julija Sanina, ukrajinska pevka, * 11. oktober 1990, Kijev, Ukrajinska SSR, Sovjetska zveza.
Javnosti je znana kot pevka in frontmanka ukrajinske alternativne rock zasedbe The Hardkiss.

## Življenjepis
Sanina se je rodila 11. oktobra 1990 v Kijevu, v glasbeni družini. Na odru je prvič nastopila, ko je bila stara tri leta. Tedaj jo je kot pevko spremljal ansambel, ki ga je vodil njen oče. Sčasoma je začela nastopati kot solo pevka, bila pa je tudi članica otroških ansamblov in big banda.
Leta 2005 je zaključila s šolanjem na glasbeni šoli za jazz in estradno umetnost. Zatem se je vpisala na Inštitut za filologijo na Državni univerzi Tarasa Ševčenka v Kijevu, kjer je leta 2013 diplomirala iz folkloristike. Med študijem se je navdušila tudi nad novinarstvom.
Med letoma 2006 in 2008 je bila pevka v glasbeni skupini Sister Siren.
Septembra 2011 sta Sanina in glasbeni producent Valerij Bebko ustvarila pop duet Val & Sanina, ki je izvajal pesmi v ruščini. Posnela sta eksperimentalni videospot, pa tudi nekaj pesmi, med njimi "The Love Has Come" (rusko Любовь настала; besedilo: Robert Roždestvenski, glasba: Raimonds Pauls).
Kmalu zatem sta izboljšala svojo scensko podobo in spremenila ime skupine v The Hardkiss. Začela sta tudi s pisanjem pesmi v angleščini, zvok skupine pa je postal težji. Jeseni 2011 sta izdala nekaj novih pesmi in posnela debitantski videospot "Babylon". Konec oktobra 2011 je skupina The Hardkiss nastopila kot predskupina britanski skupini Hurts. Še istega leta sta izdala še en videospot "Dance with Me", ki se je predvajal na vodilnih glasbenih televizijskih kanalih.
Februarja 2012 sta sklenila pogodbo z založbo Sony BMG. Skupina je začela pridobivati na popularnosti in je osvojila več glasbenih nagrad v Ukrajini in nekaterih tujih državah. Leta 2014 je Sanina začela z objavljanjem video bloga o svojem življenju in o delovanju skupine na YouTubeu kanalu. Leta 2016 je Sanina postala ena izmed štirih žirantov v sedmi seriji ukrajinske različice X-Factorja.

## Osebno življenje
Leta 2011 se je Sanina poročila z Valerijem "Valom" Bebkom, kreativnim producentom in glavnim kitaristom skupine The Hardkiss. Spoznala sta se leta 2010, ko je Sanina z njim naredila intervju, on pa je bil tedaj producent MTV Ukraine. Par je skrival svoje razmerje javnosti pet let. Njuna poroka je bila okrašena v avtentičnem ukrajinskem slogu. Prvi otrok para, Danilo se je rodil 21. novembra 2015.

## Slog
Sanina posveča veliko pozornosti svojim oblekam. Za vse člane skupine The Hardkiss ustvarjajo različni stilisti, med njimi Slava Čajka in Vitalij Dacjuk. Skupina sodeluje tudi z mladimi oblikovalci, kot so Ivanova, Bekh, Nadia Dziak, Anouki Bicholla idr. Sanina je velika ljubiteljica dela Alexandra MxQuenna, Vivienne Westwood in Garetha Pugha. V vsakdanjem življenju rada nosi znamke Diesel, H&M in Topshop.